# اولتو
اوتلو (به ترکی استانبولی: Oltu) شهری است در کشور ترکیه که در استان ارزروم واقع شده‌است. جمعیت این شهر بر اساس سرشماری سال ۲۰۰۸ میلادی ۲۰٬۳۰۵ نفر و بر اساس برآوردهای سال ۲۰۰۹ میلادی ۲۰٬۴۴۸ نفر می‌باشد.